# Defensa

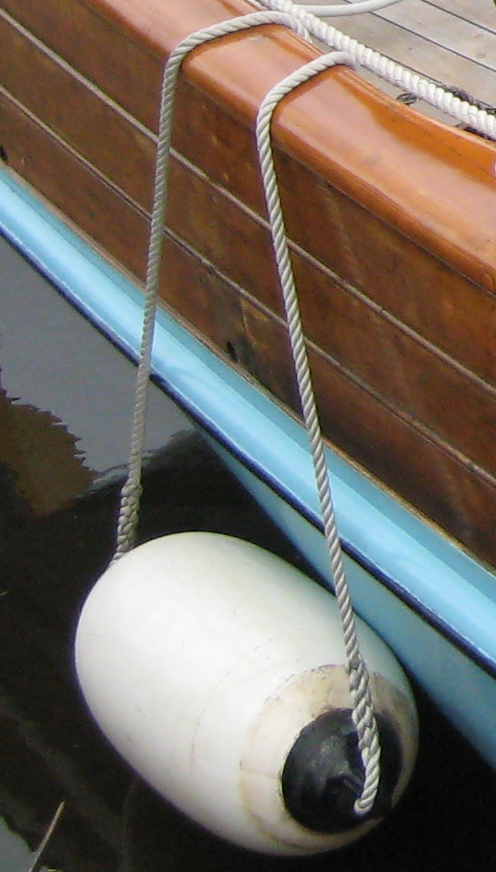
Defensa num veleiro ligeiro

A defensa é em náutica um objecto mole que se coloca ao longo do casco para proteger a embarcação de tocarem umas nas outras ou no cais. 
Nas embarcações ligeiras têm a forma oval ou redonda e são cheias de matéria elástica. Nos rebocadores e nos cais, empregam-se frequentemente pneus ou barras em borracha espessa e dura.